# بنت البادية (فلم)
بنت البادية  فيلم دراما للمخرج إبراهيم عمارة عام 1958. كتب القصة والسيناريو والحوار المؤلف والمطرب السوداني «صلاح بن البادية». الفيلم هو آخر أفلام محمد الكحلاوي الذي قام بالبطولة والألحان والغناء  وشارك في البطولة زوزو نبيل، عباس فارس، وبرلنتي عبد الحميد  وتدور الأحداث حول جاسر الذي يقتل جاره حمد فتصمم زوجته شريفة على الأخذ بالثأر، تُرزق بنصرة بينما ترزق زوجة جاسر بنصار. تكبر نصرة وتؤهلها أمها لتنتقم من قاتل والدها، وعندما يخرج نصار للصيد ويصاب تقوم نصرة بتضميد جراحه ويقع في حبها لتنتهي قصة الثأر بالحب والزواج.
صدر الفيلم إلى دور العرض المصرية في 13 يناير 1958.
منح موقع قاعدة بيانات الأفلام العربية «السينما.كوم» الفيلم درجة 5.9/ 10.

## طاقم التمثيل
- محمد الكحلاوي: في دور نصار
- زوزو نبيل: في دور شريفة
- عباس فارس: في دور قطاع ابن مناع (زعيم قطاع الطريق)
- برلنتي عبد الحميد: في دور نصرة
- عدلي كاسب: في دور جاسر
- سميحة أيوب: في دور هند بنت بسطان (من الأثرياء)
- محمد الطوخي: في دور الشيخ راضي (إمام المصلين)
- أحمد شوقي: في دور حمد (زوج شريفة)
- أنور البابا (أم كامل): في دور عنتر (صديق نصار)
- حسنة حسنين:[11] في دور عبلة (خادمة هند)
- بالاشتراك مع: رفيق شكري (غناء) - نجوى فؤاد (رقص) - حورية حسن (غناء)[12][13]

## أغاني الفيلم
يا مسافر وحملك مال مع الموال: غناء رفيق شكري - كلمات ابن البادية - ألحان محمد الكحلاوي
فوق الخدود الورد منوّر: غناء ولحن محمد الكحلاوي - كلمات عبد الفتاح مصطفى
يازينها هالمرتين صحبة بقالنا سنين: غناء لوردكاش (صوت، بلاي باك، فقط وبرلنتي عبد الحميد تمثل) - لحن محمد الكحلاوي - كلمات عبد الفتاح مصطفى)
أوف ياصبيّة: غناء حورية حسن (صوت فقط) وغناء ولحن محمد الكحلاوي - كلمات ابن البادية.
يمه يايمه: غناء حورية حسن (صوت فقط) وغناء ولحن محمد الكحلاوي - كلمات ابن البادية.
لجل النبى: غناء ولحن محمد الكحلاوي - كلمات ابن البادية.
الله أكبر: غناء ولحن محمد الكحلاوي - كلمات ابن البادية.

## أحداث الفيلم
يشتكي حمد (أحمد شوقي) جاره جاسر (عدلي كاسب) لشيخ المسجد وإمام المصلين الشيخ راضي (محمد الطوخي) ويبين له منع جاسر الماء عن أرضه والتعدي على حدود الأرض، ويطمئنه الشيخ ويعده بجلسة لإقامة «حق العرب» بينهم. يعود حمد إلى زوجته شريفة (زوزو نبيل) ويجدها غاضبة وتحثه على مواجهة جاسر. يتوجه حمد إلى أرضه ويقوم بفتح الماء وهنا يظهر جاسر ويطلق عليه الرصاص فيرديه قتيلاً. ينكر جاسر قتل حمد، وترفض شريفة عزاء الجيران إلا بعد أن تأخذ بثأره، وتعلن أنها حامل وعندما تضع المولود سوف تسميه نصار ليأخذ بثأر والده. تلد زوجة جاسر ذكر بعد أربعة إناث ويسعد جاسر ويسمي مولوده نصار. تضع شريفة مولودتها وتحزن لكونها أنثى، وتسميها نصرة. تطلق شريفة الرصاص على جاسر ولكنه يصاب في ذراعه ويأمر أتباعه بحرق أرض وديار شريفة. تمر 20 سنة وتشب نصرة (برلنتي عبد الحميد) وتعد شريفة بأخذ ثأر أبيها. يشب نصار (محمد الكحلاوي) ويعرض عليه أبوه جاسر الزواج من هند (سميحة أيوب) لجمالها ومالها وثروة أبوها بسطان، ويرفض نصار، ويرفض محاولات هند التقرب منه. تقوم شريفة بتدريب ابنتها نصرة على الرماية حتى تتقنه وتعدها بالأخذ بثأر أبوها المقتول. يذهب نصار للصيد وتعترضه عصابة قطاع الطرق بزعامة «باع» ابن «قطاع» (عباس فارس) ويدور الصراع ويتلقى نصار رصاصة في كتفه وينجح في قتل باع. تلتقي نصرة بالشاب نصار وهو عائد ومجروح من أثر معركته مع قطاع الطريق وتعاونه، بينما يتوعد مناع بقتل كل من تسبب في مقتل باع. يعترف نصار لجاسر بقتل باع ويثور جاسر ويلعن ولده ويطرده وهو يعرف أن مناع لن يترك ثأره من نصار. تذهب هند إلى قطاع، بعد أن فقدت الأمل في الزواج من نصار، وتعرفه بقاتل ولده باع. يقبض «قطاع» على جاسر لقتله، ولكن تأتي شريفة وابنتها نصرة بحثاً عن جاسر لقتله ويرفض قطاع تسليمه ويطعنه طعنات قاتلة انتقاما لقتل ولده باع. يهاجم رجال نصار بيوت «قطاع» وتدور معركة ينتصر فيها رجال نصار ويموت قطاع وتحاول شريفة قتل نصار ولكن ابنتها نصرة تحميه وتقتنع شريفة بزواج ابنتها من نصار.  

## استقبال الفيلم
كتب زياد عساف مقالة تحت عنوان «الأغنية البدوية.. قوة ناعمة رسَّختها السينما العربية» على موقع «رصين» في 10 نوفمبر 2020: «تجربة الفنان والمطرب المصري رائد الأغنية البدوية محمد الكحلاوي تأكيد آخر لما نرمي إليه بهذا الخصوص، فلقد كانت بداية عشقه لفن البدو غناءً وتمثيلاً عندما التحق بفرقة عكاشة المتوجهة للشام وكان عمره لا يتجاوز اثنتي عشرة سنة، وبقي في بلاد الشام ثماني سنوات رافضاً العودة لموطنه، تعلم خلالها اللهجة البدوية على أصولها وتعمق في الغناء البدوي وإيقاعاته الموسيقية. وأشبه بحالة من المس أصابت الكحلاوي جعلته عاشقاً متطرفاً لهذا الفن»، وتابع الكاتب: «غنى ولحن بفيلم (بنت البادية) 1958: الله أكبر عليك يا ظالم، ورجال البيد نيرانا تقيد، وبهذا الفيلم يؤكد رائد الأغنية البدوية على القوة الناعمة لأغاني البادية في تعزيز التعاون الفني المشترك وحالة الإنسجام في الأداء بين الفنانين العرب باختلاف البلاد التي ينتسبون إليها، إذ شاركت المطربة اللبنانية لوردكاش بهذا الفيلم بالأغنية البدوية (يا زين هالمارتين)، وهذا ما ينطبق على مشاركة المطرب السوري رفيق شكري بالعمل نفسه بأغنية (يا مسافر وحملك مال.. وين عمك ووين الخال)، وكلا الأغنيتين من ألحان الكحلاوي»، وخلص الكاتب إلى أن: «خلاصة الأمر فيما يتعلق بالسينما المصرية يجمع بعض المتخصصين بأن أهمية هذه النوعية من الأفلام البدوية ساهمت بإضفاء الهوية العربية على الأفلام المصرية بعيداًعن التقليد والمحاكاة للسينما الأجنبية.»

## وصلات خارجية
- بنت البادية على موقع IMDb (الإنجليزية)
- بنت البادية على موقع الدهليز
- بنت البادية على موقع قاعدة بيانات الأفلام العربية
- بنت البادية على موقع الدهليز

https://www.youtube.com/watch?v=zfxTb7au-_o بنت البادية (فيلم)
https://www.youtube.com/watch?v=1PSikhBNDlA بنت البادية (فلم)